# Maria Fricioiu
Mariana "Maria" Fricioiu z domu Tănasă (ur. 16 marca 1960 w Grădinari) – rumuńska wioślarka, złota medalistka olimpijska i trzykrotna medalistka mistrzostw świata.

## Kariera
Wystąpiła na igrzyskach olimpijskich w Moskwie w 1980, zajmując czwarte miejsce w czwórkach ze sternikiem. Walkę o podium Rumunki przegrały tam z osadą ZSRR o 1,16 sekundy. Na rozgrywanych cztery lata później 
igrzyskach olimpijskich w Los Angeles w tej samej konkurencji osada Rumunii w składzie: Florica Lavric, Maria Fricioiu, Chira Apostol, Olga Homeghi i Viorica Ioja zdobyła złoty medal w czwórkach ze sternikiem. W finale A wyprzedziły o 2,55 sekundy Kanadyjki i o 3,99 sekundy Australijki. 
W tej samej konkurencji wywalczyła srebrne medale na mistrzostwach świata w Duisburgu (1983) i mistrzostwach świata w Hazewinkel (1985) oraz brązowy na mistrzostwach świata w Bledzie (1979). 